# KK Studentski Centar
El KK Studentski Centar (Cirílico: КК Студентски Центар) es un club de baloncesto profesional de la ciudad de Podgorica, que milita en la Erste Liga, la máxima categoría del baloncesto montenegrino. Disputa sus partidos en el SC T-Com.

## Posiciones en liga
|  | - 2007: 3º-(1B) - 2008: 6º-(1B) - 2009: 7º-(1B) - 2010: 4º-(1B) - 2011: 8º-(1B) - 2012: 4º-(1B) | - 2013: 3º-(1B) - 2014: 10º-(1B) - 2015: 2º-(1B) - 2016: 9º-(1A) |

## Palmarés
- Copa de baloncesto de Montenegro

2024
- ABA League Supercup

2023
- ABA Liga 2

2021

## Jugadores destacados
| - Dragan Bjeletic - Goran Bulatovic - Filip Knezevic - Milos Mandic - Balsa Mirotic - Nemanja Radović - Aleksandar Radulović | - Milorad Šutulović - Danilo Fatic - Cedrick Bowen - Ljeko Nicaj - Vladan Đoković - Andrija Đukanović |